# وادي الصعايدة
قرية وادي الصعايدة هي إحدى القرى التابعة لمركز إدفو في محافظة أسوان في جمهورية مصر العربية.